# 单蕊拂子茅
单蕊拂子茅（学名：Calamagrostis emodensis）为禾本科拂子茅属下的一个种。

## 扩展阅读
- 維基物種上的相關：单蕊拂子茅